# Морогівка
Морогі́вка — село в Україні, у Потіївській сільській територіальній громаді Житомирського району Житомирської області. Населення становить 29 осіб.
| Україна | Це незавершена стаття з географії України. Ви можете допомогти проєкту, виправивши або дописавши її. |